# Independencia algebraica
En el álgebra abstracta, un subconjunto S de un campo L es algebraicamente independiente sobre un subcuerpo K si los elementos de S no satisfacen ninguna ecuación polinómica no-trivial con coeficientes en K. Esto significa que para toda secuencia finita α1, ..., αn de elementos de S, no siendo dos idénticas, y todo polinomio distinto de cero P(x1, ..., xn) con coeficientes en K, tenemos
P(α1,...,αn) ≠ 0.
En particular, un conjunto de un elemento {α} es algebraicamente independiente sobre K si y sólo si α es transcendente sobre K.
En general, todos los elementos de un conjunto algebraicamente independiente sobre K son necesariamente trascendentes sobre K, pero eso está lejos de ser una condición suficiente.
Por ejemplo, el subconjunto {√π, 2π+1} de los reales R no es algebraicamente independiente sobre los racionales Q, dado que el polinomio distinto de cero
{\displaystyle P(x_{1},x_{2})=2x_{1}^{2}-x_{2}+1}
resulta cero cuando √π es sustituido por x1 y 2π+1 es sustituido por x2.
El teorema de Lindemann-Weierstrass puede frecuentemente ser usado para probar que algunos conjuntos son algebraicamente independientes sobre {\displaystyle \mathbb {Q} }. Enuncia que cuando α1,...,αn son números algebraicos que sean linealmente independientes sobre Q, entonces eα1,...,eαn son algebraicamente independientes sobre Q.
No se conoce si el conjunto {π, e} es algebraicamente independiente sobre Q. Nesterenko probó en 1996 que {π, eπ, Γ(1/4)} es algebraicamente independiente sobre Q.
Dada una Extensión de cuerpo L/K, podemos usar el lema de Zorn para mostrar que siempre existe un máximo subconjunto algebraicamente independiente de L sobre K. Más aún, todos los máximos subconjuntos algebraicamente independientes tienen la misma cardinalidad, conocida como grado de trascendencia de la extensión.
- Datos: Q1495342